# Ainaži
Ainaži (németül: Haynasch vagy Hainasch, észtül: Heinaste) város Lettországban, a Rigai-öböl partján.

## Fekvése
A város Rigától 106 km-re északra, közvetlenül az észt határon található.

## Lakossága
2004-es adatok szerint a város lakosságának 91,2%-a lett, 3%-a orosz, 2%-a észt, a fennmaradó 4% pedig egyéb nemzetiségű.